# الانتخابات العامة الإكوادورية 2025
أُجريت الانتخابات العامة في الإكوادور في 9 فبراير 2025. ولم يتمكن أي مرشح رئاسي من الحصول على الأغلبية المطلقة في الجولة الأولى، لذا فقد أجريت جولة إعادة في 13 أبريل 2025. أسفرت النتائج عن إعادة انتخاب الرئيس الحالي دانييل نوبوا لفترة ولاية كاملة، بعد هزيمة لويزا جونزاليس من حركة الثورة المدنية في جولة الإعادة. وشملت الانتخابات أيضًا اختيار أعضاء الجمعية الوطنية، والجمعيات الإقليمية الـ21، وممثلي الإكوادور في البرلمان الأنديزي لشغل مناصبهم لمدة أربع سنوات كاملة.
في الجولة الأولى، حصل نوبوا على 44.17% من الأصوات، متقدمًا بفارق ضئيل على جونزاليس التي حصلت على 44.0%. وقد نجح الائتلاف الذي شكلته حركة الثورة المدنية وحركة RETO، بقيادة الرئيس السابق رافائيل كوريا، في تأمين أغلبية ضيقة في الجمعية الوطنية بحصوله على 67 مقعداً، يليه حزب العمل الوطني الديمقراطي بزعامة نوبوا بحصوله على 66 مقعداً. بلغت نسبة المشاركة في الجولة الأولى من الانتخابات قرابة 82%.
في 12 أبريل، أُعلنت حالة الطوارئ استعدادًا للجولة الثانية. وفي الجولة الثانية، حصل نوبوا على 55.6% من الأصوات، متغلبًا على جونزاليس بفارق 11.2%. لقد تجاوزت النتيجة التوقعات، حيث تميزت حملة نوبوا بتركيزها على الناخبين الشباب. وطالبت جونزاليس بإعادة فرز الأصوات، مدعيةً أن النتائج كانت متناقضة مع استطلاعات الرأي التي أجريت قبل الانتخابات واستطلاعات الرأي عند الخروج ووصفت الانتخابات أنها مزورة. وذكرت العديد من وسائل الإعلام أن ادعاءات جونزاليس بالاحتيال تفتقر إلى الأدلة. وقد قرر المراقبون الدوليون، بما في ذلك الاتحاد الأوروبي ومنظمة الدول الأمريكية، أن الانتخابات كانت حرة ونزيهة، رافضين ادعاءات التزوير.

## خلفية
أقيمت انتخابات عام 2025 بعد انتخابات مبكرة في عام 2023 بعد أن استخدم الرئيس السابق جييرمو لاسو قانون "الموت الصليبي muerte cruzada"، قبل أيام فقط من تصويت الكونجرس على عزله. وقد أدت هذه الآلية الدستورية إلى حل الجمعية الوطنية والدعوة إلى انتخابات مبكرة. في تلك الانتخابات، انتُخب دانييل نوبوا لإكمال فترة ولاية لاسو غير المكتملة، والتي تستمر حتى مايو 2025.
شهدت انتخابات عام 2025 عودة الإكوادور إلى جدولها الانتخابي المعتاد لتحديد الرئيس ونائب الرئيس لفترة ولاية كاملة مدتها أربع سنوات وأعضاء الجمعية الوطنية.

## النظام الانتخابي
يُنتخب الرئيس باستخدام نظام جولتين معدل، حيث يتعين على المرشح الحصول على أكثر من 50% من الأصوات، أو الحصول على أكثر من 40% من الأصوات وأن يكون متقدمًا بعشر نقاط على أقرب منافس له، للفوز في الجولة الأولى. يقتصر حكم الرئيس على فترتين متتاليتين مدة كل منهما أربع سنوات. ومع ذلك، قضي نوبوا الفترة المتبقية من ولاية جييرمو لاسو، الذي دعا إلى إجراء انتخابات عامة مبكرة في عام 2023 وإنهاء رئاسته مبكرًا.
يُنتخب أعضاء الجمعية الوطنية بثلاث طرق.  حيث يُنتخب خمسة عشر منهم بنظام القائمة النسبية المغلقة في دائرة انتخابية على مستوى البلاد. بينما يُنتخب ستة منهم من الناخبين في الخارج (اثنان من كل من كندا/الولايات المتحدة، وأميركا اللاتينية، وآسيا/أوروبا/أوقيانوسيا). أما الأعضاء الـ 116 المتبقين فيجري انتخابهم من الدوائر الانتخابية متعددة الأعضاء من خلال التمثيل النسبي بالقائمة المغلقة، مع تخصيص جميع المقاعد باستخدام طريقة وبستر. يقتصر أعضاء الجمعية الوطنية على فترتين مدة كل منهما أربع سنوات، بغض النظر عما إذا كانت متتاليتين أم لا. هناك حصص حسب النوع لقوائم الأحزاب، أي أن هناك تناوب بين الرجال والنساء. لا توجد حصص لتمثيل الأقليات.

## المرشحون الرئاسيون

### تقدم إلى جولة الإعادة
| اسم            | اسم | وُلِدّ                                                                  | خبرة | المحافظة الرئيسية | المرشح المرافق    | حملة                                                                            | مرجع                 |
| -------------- | --- | -------------------------------------------------------------------- | --- | ----------------- | ----------------- | ------------------------------------------------------------------------------- | -------------------- |
| لويزا غونزاليس |     | 1977 نوفمبر 22 (عمر47 ) كيتو ، بيتشينشا                              | رئيس حركة الثورة المدنية (2023–حتى الآن) عضو في الجمعية الوطنية (2021–2023) وزير الإدارة العامة (2017) مرشح رئاسي لعام 2023 | مانابي            | دييغو بورخا       | Nominee of the: ثورة المواطن Announced: 2024 فبراير 29 Nominated: 2024 أغسطس 10 | [ 26 ] [ 27 ]        |
| دانيال نوبوا   |     | 1987 نوفمبر 30 (عمر37 ) ميامي ، فلوريدا ، الولايات المتحدة الأمريكية | الرئيس الثامن والأربعون للإكوادور (2023 – حتى الآن) عضو في الجمعية الوطنية (2021–2023)                                      | سانتا إيلينا      | ماريا خوسيه بينتو | Nominee of the: ADN Announced: 2024 مايو 23                                     | [ 26 ] [ 28 ] [ 29 ] |

### خرج من الجولة الأولى
وقد قدم المرشحون التاليون ترشيحاتهم رسميًا من خلال اللجنة الوطنية للانتخابات لكنهم خرجوا في الجولة الأولى من التصويت:
| الاسم                           | الاسم | الميلاد                                                                           | الخبرة | المحافظة الرئيسية | الحملة                                                             | مرجع          |
| ------------------------------- | ----- | --------------------------------------------------------------------------------- | --- | ----------------- | ------------------------------------------------------------------ | ------------- |
| Jimmy Jairala                   |       | 1957 سبتمبر 26 (age 67) غواياكيل، مقاطعة غاياس                                    | الحركة المركزية الديمقراطية ‏ (2012–present) مقاطعة غاياس (2009–2018) Member of the National Congress (2007) | مقاطعة غاياس      | Nominated by: الحركة المركزية الديمقراطية ‏Announced: 2024 يوليو 31 | [ 32 ] [ 33 ] |
| Jorge Escala                    |       | 1970 يناير 8 (age 55) Ventanas، مقاطعة لوس ريوس                                   | Member of the جمعية الإكوادور الوطنية (2009–2013)                                                           | مقاطعة لوس ريوس   | Nominated by: Popular UnityAnnounced: 2024 مايو 18                 | [ 34 ]        |
| Andrea González Náder           |       | 1987 أبريل 1 (age 37) غواياكيل، مقاطعة غاياس                                      | Environmental activist 2023 vice presidential candidate                                                     | مقاطعة غاياس      | Nominated by: PSPAnnounced: 2024 يونيو 10                          | [ 35 ]        |
| Henry Kronfle                   |       | 1972 (age خطأ في التعبير: علامة ترقيم لم نتعرف عليها «{».) غواياكيل، مقاطعة غاياس | President of the National Assembly (2023–present) Member of the جمعية الإكوادور الوطنية (2017–present)      | مقاطعة بشنتشا     | Nominated by: الحزب المسيحي الاجتماعي ‏Announced: 2024 أغسطس 7      | [ 33 ]        |
| كارلوس راباسكال                 |       | 1960 سبتمبر 3 (age 64) غواياكيل، مقاطعة غاياس                                     | Businessman الانتخابات العامة في الإكوادور 2021                                                             | مقاطعة غاياس      | Nominated by: ID nominationAnnounced: 2024 يوليو 24                | [ 36 ]        |
| Leonidas Iza                    |       | 1982 يونيو 18 (age 42) Latacunga، مقاطعة كوتوباكسي                                | President of CONAIE (2021–present)                                                                          | مقاطعة كوتوباكسي  | Nominated by: Pachakutik nominationAnnounced: 2024 فبراير 29       | [ 26 ]        |
| Iván Saquicela [الإنجليزية]     |       | 1975 مارس 13 (age 49) كوينكا، مقاطعة أزواي                                        | President of the National Court of Justice [corte nacional de justicia] (2021–2024)                         | مقاطعة أزواي      | Nominated by: Democracy YesAnnounced: 2024 أغسطس 13                | [ 37 ]        |
| Francesco Tabacchi [الإنجليزية] |       | 1971 يونيو 8 (age 53) غواياكيل، مقاطعة غاياس                                      | حاكم غاياس ‏ (2023)                                                                                          | مقاطعة غاياس      | Nominated by: CREOAnnounced: 2024 أغسطس 17                         | [ 39 ] [ 40 ] |
| Henry Cucalón                   |       | 1973 يونيو 8 (age 51) غواياكيل، مقاطعة غاياس                                      | Minister of the Government (2023) Member of the جمعية الإكوادور الوطنية (2013–2021)                         | مقاطعة غاياس      | Nominated by: MC25 nominationAnnounced: 2024 يوليو 2               | [ 41 ]        |

1. ↑  Alliance is composed of National Democratic Action and Mover

#### المرشحون الصغار
اختير المرشحون التاليون في الانتخابات التمهيدية للأحزاب الوطنية وكانوا مؤهلين للتسجيل ولكن لم يكونوا بارزين بما يكفي بسبب نقص التغطية أو عدم وجودهم في استطلاع رأي وطني:
- فيكتور أروس (الشعب والمساواة والديمقراطية)، الجنرال السابق للشرطة الوطنية في الإكوادور[42]
- خوان إيفان كويفا (أميجو)، رجل أعمال[43]
- بيدرو جرانجا (PSE)، محامي جنائي[26]
- إدواردو سانشيز (RETO)، رجل أعمال[44]
- لويس تيليريا (أفانزا)، رجل أعمال، عضو مجلس مؤسسة مدينة لندن[45][46]
- إنريكي غوميز (حزب سوما)، عالم نفس[47][48]

### منسحبون
| اسم          | وُلِدّ                                      | خبرة                                                                                          | المحافظة الرئيسية | حملة                                                                                 | مرجع          |
| ------------ | ---------------------------------------- | --------------------------------------------------------------------------------------------- | ----------------- | ------------------------------------------------------------------------------------ | ------------- |
| خوسيه سيرانو | 1970 نوفمبر 19 (عمر54 ) كوينكا ، أزواي   | رئيس الجمعية الوطنية (2017–2018) عضو في الجمعية الوطنية (2017–2021) وزير الداخلية (2011–2016) | بيتشينشا          | Running for: ترشيح MCD Announced: 2024 يوليو 31 Withdrew: 2024 أغسطس 27              | [ 32 ] [ 49 ] |
| باولا بابون  | 1978 يناير 28 (عمر47 ) إيبارا ، إمبابورا | محافظ مقاطعة بيتشينشا (2019–حتى الآن) عضو في الجمعية الوطنية (2009–2015)                      | بيتشينشا          | Ran for: ترشيح RC Announced: 2024 يونيو 6 Withdrew: 2024 أغسطس 7 (endorsed González) | [ 50 ] [ 51 ] |

### متوقعون
كانت الشخصيات البارزة التالية موضع تكهنات حول ترشحها المحتمل، لكنها أنكرت علناً اهتمامها بالترشح أو رُفض ترشحهم الأولي ولم يتابعوا الترشح.
- بوليفار أرميخوس فيلاسكو، رئيس المجلس الوطني للحكومات المحلية الريفية في الإكوادور (2014-2019) والمرشح الرئاسي لعام 2023[52]
- بيدرو فريل، مدير قسم الإكوادور في بنك التنمية للبلدان الأمريكية (2004-2005)، مرشح الرئاسة لعام 2021 (أيد توبيتش)[53][54]
- لوسيو جوتيريز، عضو الجمعية الوطنية (2023 حتى الآن) والرئيس الثالث والأربعون للإكوادور (2003-2005)[55] (أيد جونزاليس نادر)[56]
- غييرمو لاسو (CREO)، الرئيس السابع والأربعون للإكوادور (2021–2023) (أيد تاباتشي)[57][58]
- كلوديا أورمازا لور (MCD)، مهندسة[59][60]
- إدوين أورتيجا (جينتي بوينا)، قائد متقاعد في الجيش الإكوادوري (لم يجد دعمًا من أي حزب وطني)[61]
- داليانا باسايلايج، عضو الجمعية الوطنية (2017 حتى الآن)[62] (ترشحت لمنصب نائب الرئيس؛ أيدت كرونفلي)[51]
- كريستينا رييس، رئيسة البرلمان الأنديزي (2023 حتى الآن)، عضو الجمعية الوطنية (2013-2021)، مستشارة بلدية جواياكيل (2009-2012)[63] (ترشحت لمنصب نائب الرئيس؛ أيدت كويفا)[64]
- ديانا سالازار مينديز، المدعي العام للإكوادور (2019–حاليًا)[65]

## الإجراءات

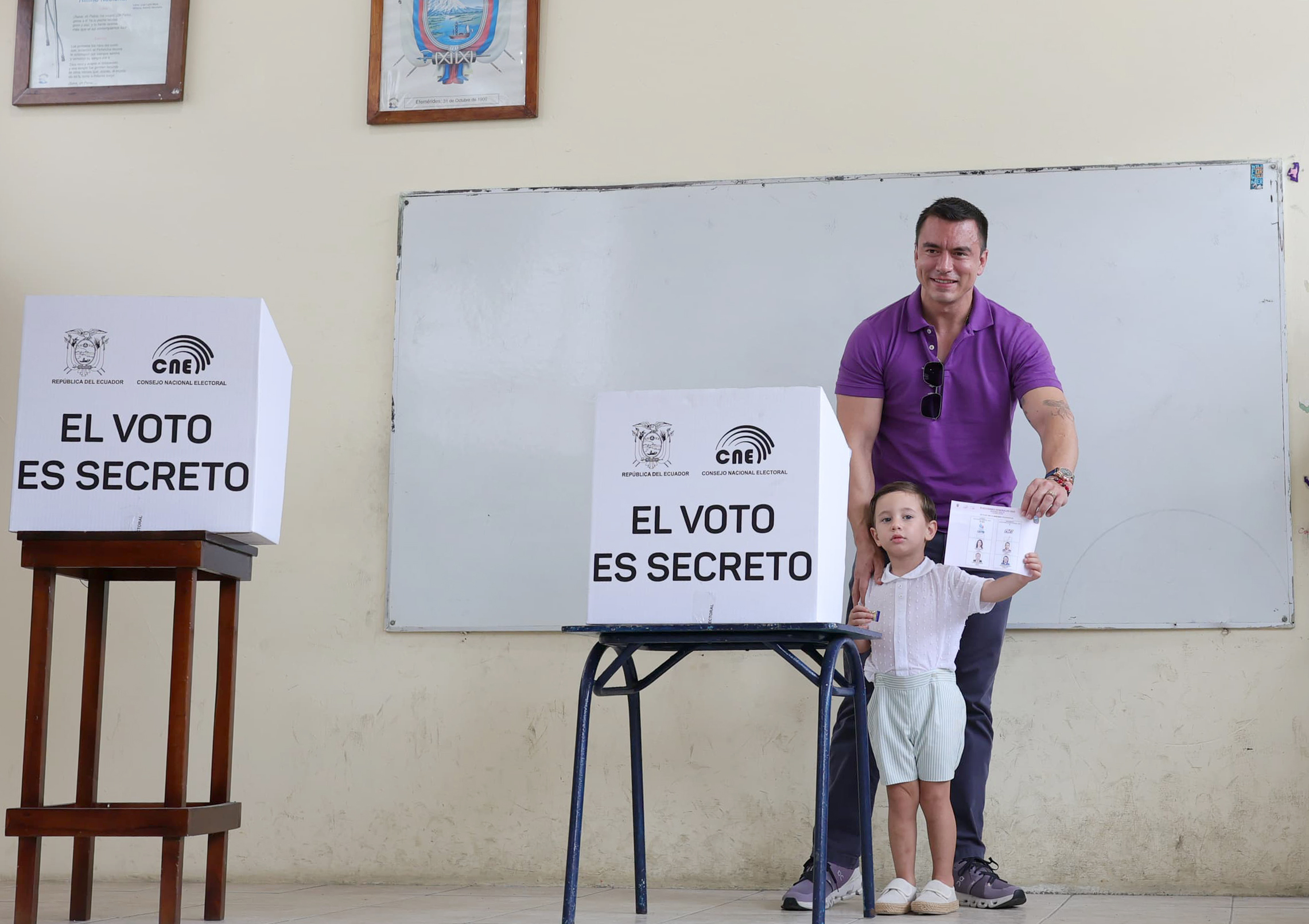
الرئيس نوبوا مع أحد أبنائه في غرفة الاقتراع، 13 أبريل 2025

نشرت الحكومة في يوم الانتخابات مركبات مدرعة وجنودًا يحملون رشاشات لتأمين مراكز الاقتراع بينما كانت الحدود البرية للبلاد مغلقة.
وقد تعرض سلوك نوبوا خلال فترة الحملة الانتخابية الرسمية لانتقادات من نائب الرئيس الموقوف والمعارضة. حيث واجه اتهامات بإساءة استخدام الأموال العامة، والانخراط في حرب قانونية ضد منتقديه واستغلال الموارد العامة. كانت هناك انتقادات بشأن إعلاناته على وسائل التواصل الاجتماعي، والتي يُزعم أنها استخدمت برامج بوتية وحسابات مزيفة.
واستمر النزاع القانوني منذ رفض نوبوا التنازل عن منصبه خلال الفترة الانتخابية الرسمية، والتي كانت مخصصة لنائبته فيرونيكا آباد روخاس. صرح نوبوا أمام الكونجرس قائلاً: "اليوم، سأكون رئيسًا للإكوادور حتى الساعة الخامسة مساءً وسأستأنف مهام منصبي في الساعة 11:59 مساءً" أثناء حضوره التجمعات السياسية. وفي مناسبات أخرى، طلب من سكرتيرته إبلاغ الكونجرس بأنها ستتولى الرئاسة مؤقتًا. وكان آباد قد أوقفته وزارة العمل عن العمل في نوفمبر 2024 لمدة 150 يومًا. وقد ألغى القاضي تعليق عملها في ديسمبر 2024، وأمر وزارة العمل بتقديم اعتذار لها عن الإيقاف. في 30 مارس 2025، أثار نوبوا جدلاً لتجاهله المحكمة الدستورية وتعيين سينثيا جيليبرت بموجب مرسوم نائبة للرئيس، مما أدى إلى تعليق عمل آباد مرة أخرى، والتي حرمتها المحكمة الدستورية الانتقالية من حقها في التصويت لمدة عامين في قرار 3-2 صدر في دعوى مضادة للعنف السياسي القائم على النوع الاجتماعي رفعتها وزيرة الخارجية غابرييلا سومرفيلد في أعقاب الدعوى القضائية الأولية التي رفعتها آباد ضد نوبوا وآخرين بتهمة التحرش المزعوم. وقال المحللون إن نوبوا كان يركز على الاستقرار المؤسسي والقيادة التي تتوافق مع رؤيته للحكومة، الأمر الذي عزز استراتيجيته السياسية في أعقاب هذه الانتخابات.
بالإضافة إلى ذلك، كان من الممكن رؤية تسليم المنتجات الغذائية وحتى الخدمات الصحية طوال الحملة الانتخابية، حيث قامت والدة المرشح، عضو الجمعية المنتخبة أنابيلا أزين بذلك.
أعلن نوبوا حالة الطوارئ في سبع مقاطعات بالإكوادور قبل إجراء جولة الإعادة من الانتخابات. وبحسب مراقبي الاتحاد الأوروبي، تمكن المرشحون من ممارسة حملاتهم الانتخابية دون قيود، وسط ضمان لحرية التجمع والتنقل، على الرغم من حالة الاستثناء السارية. كما جرى احترام حرية التعبير وحرية الصحافة. ومع ذلك، لاحظ المراقبون أن فشل الرئيس نوبوا في التقدم بطلب إلى الجمعية للحصول على "ترخيص" في بداية الحملة ساهم في طمس الحدود بين دور المرشح ودور الرئيس وأن رواية الاحتيال التي قدمتها جونزاليس على الرغم من شفافية الانتخابات كانت إشكالية.

## النتائج
أظهرت النتائج الأولية في الجولة الأولى عدم فوز أي مرشح في الانتخابات الرئاسية بأغلبية مطلقة. حيث حصل دانييل نوبوا على 44.17% من الأصوات، تلته لويزا غونزاليس بـ43.97%. وقد قُدِّرت نسبة المشاركة بنحو 82%. في 24 فبراير 2025، وافقت الجلسة العامة للجنة الوطنية للانتخابات على النتائج العددية للانتخابات العامة لعام 2025. بعد الموافقة، مُنحت المنظمات السياسية مهلة ثلاثة أيام لتقديم الطعون إلى اللجنة الوطنية للانتخابات أو لجنة الانتخابات المركزية إذا اعتبرت ذلك ضروريًا. ثم جرى إعلان النتائج النهائية للمرشحين الرئاسيين في 12 مارس 2025. وحصلت لويزا غونزاليس على 44.00% (4510860 صوتًا) ودانييل نوبوا 44.17% (4527606 صوتًا). وكان الفارق بينهما 16746 صوتًا. أثناء الانتخابات، انتُخبت والدة نوبوا، أنابيلا أزين، لعضوية الجمعية الوطنية لتمثيل الدائرة الانتخابية الوطنية.
وفي الجولة الثانية، حصل نوبوا على 55.6% من الأصوات، متغلبًا على جونزاليس بفارق 11.2%. وقد تجاوزت النتيجة التوقعات بناءً على استطلاعات الرأي التي أجريت قبل الانتخابات، حيث تميزت حملة نوبوا بتركيزها على الناخبين الشباب. وتلقى نوبوا التهاني من عدد من الزعماء الدوليين. في حين رفضت جونزاليس الاعتراف بالهزيمة وطلبت إعادة فرز الأصوات، مدعيةُ حدوث احتيال دون تقديم أدلة. وأكد المراقبون الدوليون، بما في ذلك الاتحاد الأوروبي ومنظمة الدول الأمريكية، أن الانتخابات كانت حرة ونزيهة. أقام نوبوا تجمعًا حاشدًا في أولون احتفالًا بالنصر، واصفًا إياه بأنه "نصر تاريخي"، قائلًا: "نصر بأكثر من عشر نقاط، نصر بأكثر من مليون صوت، لا يترك مجالًا للشك حول هوية الفائز". رفضت جونزاليس الاعتراف بالهزيمة، مدعيةً حدوث تزوير في الانتخابات دون تقديم دليل.
وفي نتائج انتخابات الجمعية الوطنية، حصل الائتلاف الذي شكلته حركة الثورة المدنية وحركة RETO ، بقيادة الرئيس السابق رافائيل كوريا، على أغلبية ضيقة بحصوله على 67 مقعداً، يليه حزب العمل الوطني الديمقراطي بزعامة نوبوا بحصوله على 66 مقعداً. غادرت مونيكا سالازار بعد فترة وجيزة حركة الثورة المدنية، مما أدى إلى تقليص عدد مقاعد RC-RETO إلى 66 مقعدًا. وانهارت معظم الأحزاب الصغيرة حيث فشلت في الحصول على حصة من المقاعد، باستثناء حزب باتاشاكوتيك الذي حصل على 9 مقاعد. وفي البرلمان الأنديزي، فاز حزب ADN بثلاثة من أصل خمسة مقاعد مخصصة للإكوادور، بينما فاز حزب RC-RETO بمقعدين فقط.

### الرئاسية
| المرشح                                                                               | المرشح                          | زميل الترشح                     | الحزب                                    | الجولة الأولى | الجولة الأولى | الجولة الثانية | الجولة الثانية |
| المرشح                                                                               | المرشح                          | زميل الترشح                     | الحزب                                    | الأصوات       | %             | الأصوات        | %              |
| ------------------------------------------------------------------------------------ | ------------------------------- | ------------------------------- | ---------------------------------------- | ------------- | ------------- | -------------- | -------------- |
|                                                                                      | دانيال نوبوا                    | María José Pinto                | National Democratic Action               | 4٬527٬606     | 44.17         | 5٬858٬472      | 55.62          |
|                                                                                      | Luisa González                  | دييغو بورخا                     | Citizen Revolution Movement–RETO         | 4٬510٬860     | 44.00         | 4٬674٬616      | 44.38          |
|                                                                                      | Leonidas Iza                    | Katiuska Molina                 | Pachakutik                               | 538٬456       | 5.25          |                |                |
|                                                                                      | Andrea González                 | Galo Moncayo                    | Patriotic Society Party                  | 275٬376       | 2.69          |                |                |
|                                                                                      | Henry Kronfle                   | Dallyana Passailaigue           | Social Christian Party                   | 73٬293        | 0.71          |                |                |
|                                                                                      | Pedro Granja [الإنجليزية]       | Verónica Silva                  | Socialist Party – Broad Front of Ecuador | 53٬940        | 0.53          |                |                |
|                                                                                      | Jimmy Jairala                   | Lucía Vallecilla                | الحركة المركزية الديمقراطية ‏             | 40٬559        | 0.40          |                |                |
|                                                                                      | Jorge Escala                    | Pacha Terán                     | Popular Unity                            | 40٬483        | 0.39          |                |                |
|                                                                                      | Henry Cucalón                   | Carla Larrea                    | Movimiento Construye                     | 37٬316        | 0.36          |                |                |
|                                                                                      | Luis Felipe Tillería            | Karla Rosero                    | Avanza                                   | 33٬239        | 0.32          |                |                |
|                                                                                      | Francesco Tabacchi [الإنجليزية] | Blanca Sacancela                | Creating Opportunities                   | 26٬768        | 0.26          |                |                |
|                                                                                      | Víctor Araus                    | Cristina Carrera                | People, Equality and Democracy           | 22٬678        | 0.22          |                |                |
|                                                                                      | كارلوس راباسكال                 | Alejandra Rivas                 | Democratic Left                          | 22٬270        | 0.22          |                |                |
|                                                                                      | Enrique Gómez                   | Inés Díaz                       | SUMA Party                               | 18٬815        | 0.18          |                |                |
|                                                                                      | Juan Cueva                      | Cristina Reyes                  | AMIGO Movement                           | 17٬545        | 0.17          |                |                |
|                                                                                      | Iván Saquicela [الإنجليزية]     | María Luisa Coello              | Democracy Yes [democracia sí]            | 11٬985        | 0.12          |                |                |
| المجموع                                                                              | المجموع                         | المجموع                         | المجموع                                  | 10٬251٬189    | 100.00        | 10٬533٬088     | 100.00         |
|                                                                                      |                                 |                                 |                                          |               |               |                |                |
| الأصوات الصحيحة                                                                      | الأصوات الصحيحة                 | الأصوات الصحيحة                 | الأصوات الصحيحة                          | 10٬251٬189    | 91.04         | 10٬533٬088     | 92.63          |
| الأصوات الباطلة                                                                      | الأصوات الباطلة                 | الأصوات الباطلة                 | الأصوات الباطلة                          | 765٬649       | 6.80          | 762٬162        | 6.70           |
| الأصوات الفارغة                                                                      | الأصوات الفارغة                 | الأصوات الفارغة                 | الأصوات الفارغة                          | 243٬573       | 2.16          | 75٬824         | 0.67           |
| مجموع الأصوات                                                                        | مجموع الأصوات                   | مجموع الأصوات                   | مجموع الأصوات                            | 11٬260٬411    | 100.00        | 11٬371٬074     | 100.00         |
| الناخبين المسجلين ومعدل الإقبال                                                      | الناخبين المسجلين ومعدل الإقبال | الناخبين المسجلين ومعدل الإقبال | الناخبين المسجلين ومعدل الإقبال          | 13٬732٬194    | 82.00         | 13٬678٬845     | 83.13          |
| المصدر: CNE (first round), CNE (first round), CNE (second round), CNE (second round) |                                 |                                 |                                          |               |               |                |                |

### الجمعية الوطنية
|                                 |                                  |            |          |          |            |            |            |             |     |
| الحزب                           | الحزب                            | National   | National | National | Provincial | Provincial | Provincial | Total seats | +/– |
| الحزب                           | الحزب                            | الأصوات    | %        | المقاعد  | الأصوات    | %          | المقاعد    | Total seats | +/– |
|                                 | National Democratic Action       | 3٬948٬532  | 43.34    | 7        |            |            | 56         | 66          | +52 |
|                                 | Citizen Revolution Movement–RETO | 3٬764٬230  | 41.32    | 7        |            |            | 57         | 67          | +13 |
|                                 | Social Christian Party           | 288٬545    | 3.17     | 1        |            |            | 3          | 4           | –10 |
|                                 | Patriotic Society Party          | 210٬083    | 2.31     | 0        |            |            | 1          | 1           | –2  |
|                                 | AMIGO Movement                   | 162٬721    | 1.79     | 0        |            |            | 0          | 0           | –1  |
|                                 | Popular Unity                    | 156٬802    | 1.72     | 0        |            |            | 1          | 1           | 0   |
|                                 | SUMA Party                       | 149٬404    | 1.64     | 0        |            |            | 0          | 0           | –4  |
|                                 | Creating Opportunities           | 119٬480    | 1.31     | 0        |            |            | 0          | 0           | 0   |
|                                 | Ecuadorian Socialist Party       | 91٬778     | 1.01     | 0        |            |            | 0          | 0           | -1  |
|                                 | Democratic Left                  | 90٬383     | 0.99     | 0        |            |            | 0          | 0           | 0   |
|                                 | People, Equality and Democracy   | 67٬367     | 0.74     | 0        |            |            | 0          | 0           | 0   |
|                                 | الحركة المركزية الديمقراطية ‏     | 61٬559     | 0.68     | 0        |            |            | 0          | 0           | –1  |
|                                 | Pachakutik                       |            |          |          |            |            | 9          | 9           | +5  |
|                                 | Movimiento Construye             |            |          |          |            |            | 1          | 1           | –28 |
|                                 | Avanza                           |            |          |          |            |            | 0          | 0           | –3  |
|                                 | Democracy Yes [democracia sí]    |            |          |          |            |            | 0          | 0           | 0   |
|                                 | Provincial movements             |            |          |          |            |            | 2          | 2           | –4  |
| المجموع                         | المجموع                          | 9٬110٬884  | 100.00   | 15       |            |            | 130        | 151         | –   |
|                                 |                                  |            |          |          |            |            |            |             |     |
| الأصوات الصحيحة                 | الأصوات الصحيحة                  | 9٬110٬884  | 80.91    |          |            |            |            |             |     |
| الأصوات الباطلة                 | الأصوات الباطلة                  | 1٬040٬695  | 9.24     |          |            |            |            |             |     |
| الأصوات الفارغة                 | الأصوات الفارغة                  | 1٬109٬547  | 9.85     |          |            |            |            |             |     |
| مجموع الأصوات                   | مجموع الأصوات                    | 11٬261٬126 | 100.00   |          |            |            |            |             |     |
| الناخبين المسجلين ومعدل الإقبال | الناخبين المسجلين ومعدل الإقبال  | 13٬732٬194 | 82.01    |          |            |            |            |             |     |
| المصدر: CNE                     |                                  |            |          |          |            |            |            |             |     |

1. ↑  66 seats won by RC, one won by RETO.

### برلمان الأنديز
| الحزب                           | الحزب                                     | الأصوات    | %      | المقاعد |
| ------------------------------- | ----------------------------------------- | ---------- | ------ | ------- |
|                                 | National Democratic Action                | 3٬908٬340  | 42.58  | 3       |
|                                 | Citizen Revolution Movement/RETO Movement | 3٬878٬976  | 42.26  | 2       |
|                                 | Social Christian Party                    | 418٬510    | 4.56   | 0       |
|                                 | SUMA Party                                | 201٬309    | 2.19   | 0       |
|                                 | Popular Unity                             | 160٬467    | 1.75   | 0       |
|                                 | Movimiento Construye                      | 125٬350    | 1.37   | 0       |
|                                 | Creating Opportunities                    | 124٬653    | 1.36   | 0       |
|                                 | AMIGO Movement                            | 102٬461    | 1.12   | 0       |
|                                 | Ecuadorian Socialist Party                | 100٬275    | 1.09   | 0       |
|                                 | الحركة المركزية الديمقراطية ‏              | 82٬370     | 0.90   | 0       |
|                                 | People, Equality and Democracy            | 75٬990     | 0.83   | 0       |
| المجموع                         | المجموع                                   | 9٬178٬701  | 100.00 | 5       |
|                                 |                                           |            |        |         |
| الأصوات الصحيحة                 | الأصوات الصحيحة                           | 9٬178٬701  | 81.50  |         |
| الأصوات الباطلة                 | الأصوات الباطلة                           | 1٬188٬097  | 10.55  |         |
| الأصوات الفارغة                 | الأصوات الفارغة                           | 894٬739    | 7.95   |         |
| مجموع الأصوات                   | مجموع الأصوات                             | 11٬261٬537 | 100.00 |         |
| الناخبين المسجلين ومعدل الإقبال | الناخبين المسجلين ومعدل الإقبال           | 13٬732٬194 | 82.01  |         |
| المصدر: CNE                     |                                           |            |        |         |

## العواقب

### الجولة الأولى
بعد ظهور نتائج الجولة الأولى، ألغت الجبهة الديمقراطية الشعبية احتفالاً مخططاً له في فندق في شمال كيتو، ولم يدل نوبوا بتصريحات علنية. وفي اليوم التالي، نشر بيانًا مكتوبًا على تويتر يشكر فيه ناخبيه. وقالت غونزاليس في اجتماع للحزب في كيتو إنها ستجري حوارات مع المرشحين الآخرين. في سياق الاستقطاب في الجمعية الوطنية بين الفصائل السياسية اليسارية واليمينية، يلعب النواب التسعة المنتخبون من الباتشاكوتيك دوراً حاسماً. لا يمكن لحركة المواطن أن تحقق الأغلبية المطلقة المتمثلة في 76 مقعدًا إلا من خلال تشكيل تحالف رسمي مع حزب باتشاكوتيك. ومن ناحية أخرى، يستطيع نوبوا تأمين الأغلبية إذا حصل على دعم من نائب معارض واحد على الأقل.

#### اتهامات الاحتيال في التصويت
في يوم الانتخابات، أعلن دييغو تيلو فلوريس، وهو مسؤول رفيع المستوى، نتائج استطلاع رأي الناخبين بعد الانتخابات. وادعى أنه الوحيد من بين أربعة خبراء استطلاعات رأي فوضهم صاحب عمله السابق، المجلس الوطني للانتخابات، بإجراء هذا الاستطلاع. وفقًا لنتائجه، كان دانييل نوبوا متقدمًا على لويزا جونزاليس بنحو 8 نقاط، وحصل على 50.12% من الأصوات وفاز في الانتخابات في الجولة الأولى. أدى هذا الإعلان إلى جدل كبير، حيث اتهمه مسؤولون من حركة الثورة المدنية بالاحتيال، حيث أن مثل هذه الاستطلاعات عادة ما يكون هامش الخطأ فيها ضئيلاً. وأكد تيلو في مقابلة مباشرة على قناة تيلي أمازون أنه حصل على تعويض من شركة استراتيجاس وأنه كان يتصرف بشكل مستقل عن الحكومة. ومع ذلك، أصدرت شركة استراتيجاس بيانًا سريعًا ينفي أن تكون الشركة قد دفعت له أو أن يكون لها أي مشاركة في هذا الاستطلاع على وجه الخصوص. في أعقاب استطلاع رأي تيلو فلوريس، أعرب رافائيل كوريا وأندريس أراوز عن مخاوفهما بشأن محاولة انقلاب محتملة من قبل نوبوا. ولكن مطالبهم لم تتحقق، وأجريت انتخابات الإعادة كالمعتاد.
في 11 فبراير، وفي أول مقابلة له بعد الانتخابات، ادعى نوبوا أنه لديه أدلة على حدوث تزوير، وهو ما زعم أنه جرى تأكيده في تقرير لمنظمة الدول الأمريكية. ومع ذلك، رفض مسؤولون من منظمة الدول الأمريكية هذا الادعاء، موضحين أنه لم يُكتشف أي خلل في ذلك الوقت. وزعم نوبوا أيضًا أن الجماعات المسلحة المرتبطة بالاتجار بالمخدرات أُطلق سراحها عمدًا من السجون لترهيب الناخبين ودفعهم إلى دعم ثورة المواطنين. وقد رفض هذا الادعاء رئيس الجمعية الوطنية فيفيانا فيلوز، وكذلك لويزا جونزاليس ورافائيل كوريا. في 17 فبراير، قدم أندريس أراوز طلبًا رسميًا إلى محكمة النزاعات الانتخابية (TCE؛ Tribunal Contencioso Electoral [الإنجليزية]) للطعن في نتائج 700 من مراكز الاقتراع في مقاطعة إزميرالداس، فضلاً عن مئات من مقاطعة سوكومبيوس، قائلاً إنها ستكون كافية لتأمين انتخاب نائبين وطنيين، مما يزيد عدد مقاعد الجمعية الوطنية لحزب الثورة المدنية من 67 إلى 69 مقعدًا إجمالاً، وهو ما جرى رفضه.
وقالت اللجنة الوطنية للانتخابات إن عدة أشخاص، بما في ذلك موظفو مراكز الاقتراع، ألقي القبض عليهم خلال جولة الإعادة في 13 أبريل بسبب مخالفات انتخابية شملت التصويت المزدوج وتقارير عن بطاقات اقتراع مزورة ومميزة مسبقا. وأُلقي القبض على سبعة عشر شخصًا وهم يلتقطون صورًا لبطاقات الاقتراع الخاصة بهم على الرغم من الحظر الذي فرضته اللجنة الوطنية للانتخابات بسبب تقارير عن إكراه الناخبين من قبل الجماعات الإجرامية.

#### مفاوضات التأييد
في 12 فبراير، رفض ليونيداس إيزا بشكل قاطع أي مفاوضات مع حزب نوبوا، التحالف الديمقراطي الوطني. وأعلن أنه ستُعقد عدة اجتماعات داخل اتحاد القوميات الأصلية في الإكوادور وذراعه السياسية حزب باشاكوتيك لتحديد موقفهما من التحالف المحتمل مع ثورة المواطنين في الجولة الرئاسية الثانية وما بعدها. في 13 فبراير، أعرب دييغو بورخا، المرشح لمنصب نائب الرئيس عن حزب ثورة المواطنين، عن رغبته في إطلاق برنامج مشترك مع حزب باتاكوتيك. الهدف الأساسي هو إنشاء جمعية تأسيسية وطنية تتضمن اقتراح إعادة تعريف الإكوادور كدولة متعددة القوميات، على غرار بوليفيا. في 19 فبراير، أعلن ليونيداس إيزا عن عقد مجلس كبير موسع في 7 مارس 2025، حيث يتخذ السكان الأصليون القرار النهائي بشأن المقترحات التي جرى مناقشتها حاليًا بشأن التحالف السياسي البرمجي مع حركة ثورة المواطنين.
في 14 فبراير، أعلن الحزب المسيحي الاجتماعي أنه سيدعم دانييل نوبوا في الجولة الثانية، قائلاً "لم ندعم أو نصوت أبدًا لرافائيل كوريا في أي انتخابات".
في 12 مارس، أيد فرع اتحاد الوطنيين لشعوب أمريكا اللاتينية في منطقة الأمازون، CONFENIAE، ترشيح نوبوا، مما أثار نزاعًا داخل المنظمة وفي باتشاكوتيك. في 30 مارس، أيد باتشاكوتيك لويزا جونزاليس بعد أن وافقت على 25 مطلبًا أدرجها الحزب.

### التفاعلات

#### محليًا
احتفل أنصار نوبوا في الشوارع في العاصمة كيتو في مدينة غواياكيل. في اليوم التالي، تراجع الدعم لدعوة جونزاليس لإعادة فرز الأصوات حيث قال العديد من السياسيين البارزين في حركة الثورة المدنية إن نوبوا فاز، بما في ذلك ليوناردو أورلاندو، محافظ مقاطعة مانابي، ومحافظي غواياس وبيتشينشا، بالإضافة إلى أكويليس ألفاريز، عمدة غواياكيل الذي أضاف أن "الأسوأ هو أن تكون خاسرًا سيئًا". وهنأ باتشاكوتيك نوبوا على إعادة انتخابه "باحترام كامل للديمقراطية". كما هنأ الحزب المسيحي الاجتماعي نوبوا أيضًا. رفضت اللجنة الوطنية للانتخابات مزاعم التزوير، مؤكدةً أن العملية كانت "شفافة تمامًا". وأضافت أن غونزاليس لم يقدم طلبًا رسميًا لإعادة فرز الأصوات بعد.

#### دوليًا
قام رئيسا بعثتي المراقبين الدوليين من الاتحاد الأوروبي ومنظمة الدول الأميركية بمراقبة عملية التصويت، وقالا إن أجواء التصويت كانت "طبيعية"، فضلاً عن كونها حرة ونزيهة. وقال الأمين العام لمنظمة الدول الأمريكية لويس ألماجرو إن فوز نوبوا يتوافق مع ما لاحظه مسؤولو منظمة الدول الأمريكية أثناء التصويت. هنأ الرئيس الأمريكي دونالد ترامب نوبوا وقال إنه لن يخيب أمل الشعب الإكوادوري، كما وصفت وزارة الخارجية الأمريكية الانتخابات بأنها حرة ونزيهة. كما تلقى نوبوا التهنئة من الرئيس الفرنسي إيمانويل ماكرون، والرئيس الأرجنتيني خافيير مايلي، والرئيس البرازيلي لويز إيناسيو لولا دا سيلفا، والرئيس التشيلي غابرييل بوريتش، ورئيس أوروغواي ياماندو أورسي.
وفي الوقت نفسه، تلقت غونزاليس الدعم من الرئيس الكولومبي غوستافو بيترو، والرئيسة المكسيكية كلوديا شينباوم، والرئيس الفنزويلي نيكولاس مادورو، الذي قال إنه أدان "الاحتيال الرهيب".